# Campeonato Mundial de Peso Welter de la WWS
El Campeonato Mundial de Peso Wélter de la WWS (WWS World Welterweight Championship en inglés) es un campeonato de lucha libre profesional dentro del Grupo Internacional Revolución (IWRG). Aunque el campeonato pertenece a la división de peso wélter, por lo general no se respeta mucho la categoría de peso al momento de ser defendido. El campeonato pertenece a la IWRG desde el año 2010.

## Historia
La historia de este campeonato no se conoce por completo, aunque si se conoce que el título era defendido en los circuitos independientes de Nuevo León. Las siglas que contiene el campeonato en su placa central indican que "WWS" significa "World Wrestling Star", aunque no se tienen registros de que sea o haya sido una promoción activa en el norte de México. En una entrevista realizada a Sika en Monterrey, éste luchador declaró que le ganó el campeonato a un gladiador local de Nuevo León llamado Conde Sade. Así mismo, Sika dijo durante dicha entrevista que perdió el cinturón contra El Hijo del Diablo en el Centro Social El Majo de General Escobedo, Nuevo León, aunque no reveló la fecha exacta de cuando disputaron el cetro. El Hijo del Diablo comenzó a mostrar el campeonato en 2010 en el Grupo Internacional Revolución (IWRG), donde pronto lo apostó contra Dr. Cerebro en un combate en el cual el Campeonato Intercontinental de Peso Ligero de IWRG también estaba en juego. Dr. Cerebro venció a El Hijo del Diablo y le arrebató el cinturón, convistiéndose así en doble campeón. Luego de la victoria del Dr. Cerebro, el campeonato pasó a formar parte de la IWRG, donde empezó a defenderse con mayor regularidad.

## Campeón actual
El actual campeón es Apolo Estrada, Jr., quien se encuentra en su primer reinado como campeón. Apolo Estrada, Jr. derrotó a Dr. Cerebro el 8 de diciembre de 2013 en Naucalpan, Estado de México.

## Lista de campeones
| Luchador:                                                | Reinado N°: | Derrotó a:                                      | Fecha:                  | Show o evento:            |       |
| -------------------------------------------------------- | ----------- | ----------------------------------------------- | ----------------------- | ------------------------- | ----- |
| Se desconoce la historia del título antes de este punto. |             |                                                 |                         |                           |       |
| Conde Sade                                               | 1           | Desconocido                                     | Desconocido             | Evento en vivo            |       |
| Sika                                                     | 1           | Conde Sade                                      | Desconocido             | Evento en vivo            |       |
| El Hijo del Diablo                                       | 1           | Sika                                            | Desconocido             | Evento en vivo            |       |
| Dr. Cerebro                                              | 1           | El Hijo del Diablo                              | 21 de marzo de 2010     | LuchaManía de IWRG        |       |
| Multifacético IV                                         | 1           | Dr. Cerebro                                     | 2 de junio de 2011      | El Legado Final           | [ 1 ] |
| Eterno                                                   | 1           | Multifacético IV                                | 3 de noviembre de 2011  | El Castillo del Terror    | [ 2 ] |
| Golden Magic                                             | 1           | Eterno                                          | 12 de agosto de 2012    | Caravana de Campeones     |       |
| Chicano                                                  | 1           | Golden Magic                                    | 23 de agosto de 2012    | Evento en vivo            |       |
| Vacante                                                  | N/A         | Debido a que Chicano abandonó la empresa.       | 6 de noviembre de 2012  | www.IWRG.mx               |       |
| Cerebro Negro                                            | 1           | Dr. Cerebro                                     | 11 de noviembre de 2012 | Zona XXI Nueva Generación | [ 3 ] |
| Carta Brava, Jr.                                         | 1           | Cerebro Negro                                   | 14 de febrero de 2013   | Revolucionarios de IWRG   | [ 4 ] |
| Dinamic Black                                            | 1           | Carta Brava, Jr.                                | 5 de mayo de 2013       | Zona XXI Nueva Generación | [ 5 ] |
| Vacante                                                  | N/A         | Debido a que Dinamic Black abandonó la empresa. | 3 de diciembre de 2013  | www.IWRG.mx               |       |
| Apolo Estrada, Jr.                                       | 1           | Dr. Cerebro                                     | 8 de diciembre de 2013  | Zona XXI Nueva Generación | [ 6 ] |

## Reinados más largos
| Luchador         | Días | Fecha en que ganó       | Fecha en que perdió    | Notas             |
| ---------------- | ---- | ----------------------- | ---------------------- | ----------------- |
| Dr. Cerebro      | 438  | 21 de marzo de 2010     | 2 de junio de 2011     | Su primer reinado |
| Eterno           | 283  | 3 de noviembre de 2011  | 12 de agosto de 2012   | Su primer reinado |
| Dinamic Black    | 212  | 5 de mayo de 2013       | 3 de diciembre de 2013 | Su primer reinado |
| Multifacético IV | 154  | 2 de junio de 2011      | 3 de noviembre de 2011 | Su primer reinado |
| Cerebro Negro    | 95   | 11 de noviembre de 2012 | 14 de febrero de 2013  | Su primer reinado |

## Datos interesantes
- Reinado más largo: Dr. Cerebro, 438 días.
- Reinado más corto: Golden Magic, 11 días.
- Campeón más viejo: Cerebro Negro, 39 años y 42 días.
- Campeón más joven: Dinamic Black, 20 años y 314 días.
- Campeón más pesado: Dr. Cerebro, 91 kg (200 lb).
- Campeón más liviano: Golden Magic, 75 kg (165 lb).